# Drumlin

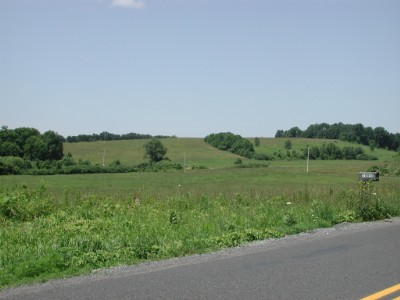
Drumlin a Cato, nello stato di New York.

In geologia, un drumlin (dal gaelico: droimnín, piccola cresta di un colle, registrata a partire dal 1833) o montecchio è un particolare tipo di collina a forma di schiena di balena o di "schiena d'asino", allungata nella direzione di movimento del ghiaccio di un ghiacciaio e con l'estremità più ripida rivolta a monte.
I drumlin si formarono per l'azione dei ghiacciai nel corso della glaciazione Würm. Sono formati da morene di fondo e da materiali preesistenti sul posto (substrato roccioso), come le tilliti non consolidate, sui quali si è esercitata l'azione del ghiacciaio. Possono arrivare a 45 metri d'altezza e 1 km di lunghezza e, solitamente, sono situati fra altri drumlin, nei cosiddetti campi di drumlin dove sono raggruppati in "sciami" fino a qualche centinaio, caratterizzati dalla stessa forma e dallo stesso verso; inoltre sono dislocati un po' più indietro delle morene terminali.
Sono frequenti in Nord America, nell'Irlanda settentrionale, in Estonia e nella Svezia Meridionale. In Italia è possibile ammirarne alcuni esempi nell'arco alpino, per esempio nell'Oltradige oppure presso Colico, in provincia di Lecco.

## Geomorfologia
L'asse maggiore di un drumlin è parallelo al movimento del ghiaccio e la forma è in genere simmetrica lungo questo asse. La lunghezza è in genere compresa tra 1 e 2 km, la larghezza tra 300 e 600 m, l'altezza inferiore a 50 m. Il rapporto tra larghezza e lunghezza è in generale di 2:3,5. 
Normalmente i drumlin non si trovano isolati, ma raggruppati in campi di drumlin, cioè in sciami che possono comprendere fino a un centinaio di esemplari di collinette di forma, dimensione e orientamento simili. I drumlin hanno spesso una struttura stratificata, il che indica che nuovo materiale è stato ripetutamente aggiunto a un nucleo iniziale, che può essere costituito di roccia o tillite glaciale. La composizione dei drumlin varia in funzione della zona in cui si sono formati e pertanto essi possono essere costituiti dalla stessa tillite delle morene circostanti o essere composti di roccia in posto, sabbia, ghiaia o loro misture di vario grado.
Molti campi di drumlin del Pleistocene spesso le collinette hanno una disposizione a ventaglio. Anche i drumlin di Múlajökull hanno una disposizione a ventaglio che copre un arco di 180°.